# Kreis Stormarn
Kreis Stormarn is een Kreis in de Duitse deelstaat Sleeswijk-Holstein. De Kreis telt 244.989 inwoners (31 december 2020) op een oppervlakte van 766,27 km². Kreisstadt is Bad Oldesloe.

## Steden en gemeenten
Sleeswijk-Holstein kent naast de gemeente ook zg. Ämter. Stormarn is daarom onderverdeeld in steden, amten en 'amtsvrije' gemeenten.

Kaart van de Kreis

(Inwoners op 31-12-2006)
| Amtsvrije steden en gemeenten | Amtsvrije steden en gemeenten | Amtsvrije steden en gemeenten |
| --- | --- | ----------------------------- |
| - 1. Ahrensburg, Stad (30.155) - 2. Ammersbek (9135) - 3. Bad Oldesloe, Stad (24.071) - 4. Bargteheide, Stad (14.417) - 5. Barsbüttel (12.401) | - 6. Glinde, Stad (16.139) - 7. Großhansdorf (9000) - 8. Oststeinbek (7878) - 9. Reinbek, Stad (25.712) - 10. Reinfeld, Stad (8471) |                               |

Ämter met tot het amt behorende gemeenten (* = Bestuurscentrum van het Amt).
| - 1. Amt Bad Oldesloe-Land (Bestuurscentrum te Bad Oldesloe) 1. Grabau (791) 2. Lasbek (1197) 3. Meddewade (774) 4. Neritz (331) 5. Pölitz (1175) 6. Rethwisch (1086) 7. Rümpel (1302) 8. Steinburg (2503) 9. Travenbrück (1752) - 2. Amt Bargteheide-Land (Bestuurscentrum te Bargteheide) 1. Bargfeld-Stegen (2850) 2. Delingsdorf (2183) 3. Elmenhorst (2336) 4. Hammoor (1153) 5. Jersbek (1793) 6. Nienwohld (487) 7. Todendorf (1049) 8. Tremsbüttel (1867) | - 3. Amt Nordstormarn (Bestuurscentrum te Reinfeld (Holstein)) 1. Badendorf (793) 2. Barnitz (826) 3. Feldhorst (597) 4. Hamberge (1369) 5. Heidekamp (471) 6. Heilshoop (596) 7. Klein Wesenberg (768) 8. Mönkhagen (641) 9. Rehhorst (710) 10. Wesenberg (1152) 11. Westerau (808) 12. Zarpen (1551) - 4. Amt Siek 1. Braak (784) 2. Brunsbek (1619) 3. Hoisdorf (3478) 4. Siek* (1992) 5. Stapelfeld (1510) | - 5. Amt Trittau 1. Grande (687) 2. Grönwohld (1354) 3. Großensee (1724) 4. Hamfelde (501) 5. Hohenfelde (60) 6. Köthel (349) 7. Lütjensee (3217) 8. Rausdorf (230) 9. Trittau* (7618) 10. Witzhave (1403) |

De gemeente Tangstedt (6416 inwoners) is wel deel van Stormarn, maar heeft zich aangesloten bij het Amt Itzstedt dat deel uitmaakt van de Kreis Segeberg.
Ahrensburg ·
Ammersbek ·
Bad Oldesloe ·
Badendorf ·
Bargfeld-Stegen ·
Bargteheide ·
Barnitz ·
Barsbüttel ·
Braak ·
Brunsbek ·
Delingsdorf ·
Elmenhorst ·
Feldhorst ·
Glinde ·
Grabau ·
Grande ·
Grönwohld ·
Großensee ·
Großhansdorf ·
Hamberge ·
Hamfelde ·
Hammoor ·
Heidekamp ·
Heilshoop ·
Hohenfelde ·
Hoisdorf ·
Jersbek ·
Klein Wesenberg ·
Köthel ·
Lasbek ·
Lütjensee ·
Meddewade ·
Mönkhagen ·
Neritz ·
Nienwohld ·
Oststeinbek ·
Pölitz ·
Rausdorf ·
Rehhorst ·
Reinbek ·
Reinfeld ·
Rethwisch ·
Rümpel ·
Siek ·
Stapelfeld ·
Steinburg ·
Tangstedt ·
Todendorf ·
Travenbrück ·
Tremsbüttel ·
Trittau ·
Wesenberg ·
Westerau ·
Witzhave ·
Zarpen